# Arena Carioca 3
Die Arena Carioca 3 ist eine Mehrzweckhalle im Olympiapark Rio de Janeiro, die mit zwei weiteren Hallen verbunden ist.

## Geschichte
Die Arena Carioca 3 wurde für die Olympischen Sommerspiele 2016 auf dem Gelände einer ehemaligen Rennstrecke erbaut. Nach drei Jahren Bauzeit wurde die Arena am 15. Mai 2016 vom Bürgermeister Rios Eduardo Paes eingeweiht. Da die Halle über keine Klimaanlage verfügte war die Hitze jedoch sehr stark zu spüren. Die Halle verfügt über eine Fläche von 23.000 Quadratmetern und ist 19 Meter hoch. Während den Olympischen Spielen betrug die Kapazität 10.000 Zuschauer. Die Arena war Austragungsort der Wettkämpfe im Taekwondo und im Fechten. Im Rahmen der anschließend stattfindenden Paralympics 2016 wurde die Arena als Wettkampfstätte für die Wettkämpfe im Rollstuhlfechten genutzt. Nach den Spielen sollte wegen Schulmangel in Barra da Tijuca die Halle zum Schulgebäude des Ginásio Experimental Olímpico werden. Dieses Vorhaben wurde jedoch aus Kostengründen nie umgesetzt.
Im Januar 2020 ordnete ein Gericht, wegen fehlenden Sicherheitsunterlagen, die vorübergehende Schließung aller Sportstätten im Olympiapark von Rio de Janeiro an.